# المركز الإسرائيلي الفلسطيني للأبحاث والمعلومات
المركز الإسرائيلي الفلسطيني للأبحاث والمعلومات هو منظمة غير ربحية وغير رسمية تأسست في عام 1988 تحت قيادة إسرائيلية فلسطينية مشتركة بهدف إجراء البحوث والمشاريع في مختلف المجالات بدءًا من التنمية الاقتصادية وحتى الاستدامة البيئية، وتتبع مسار المفاوضات بين الجانبين الإسرائيلي والفلسطيني وتسهيل وصول الجمهور إلى المعلومات. يهدف المركز أيضًا إلى الوصول لحل عادل وقابل للتطبيق ومستدام للصراع الفلسطينيني الإسرائيلي على أساس حلّ الدولتين، وقد اعتبرت الكاتبة ميشيل آي جاويرك واحدًا من أهم المنظمات التي نشطت خلال فترة الانتفاضة الفلسطينية الثانية.

## لمحة تاريخية
نشر الصحفي الأمريكي جيرسون باسكين في عام 1988 وخلال الأشهر القليلة الأولى من الانتفاضة الفلسطينية الاولى إعلانًا على صفحات ثلاث صحف فلسطينية دعى فيه الفلسطينيين الذين يؤمنون بمقترح حل الدولتين إلى التواصل معه. استجاب لهذه الدعوة 23 فلسطينيًّا التقى بهم باسكين بعد ذلك ووضعا الخطوط العريضة لتأسيس منظمة عُرفت في البداية باسم مركز إسرائيل/فلسطين للبحوث والمعلومات.
عملت المنظمة كمركز أبحاث للسياسة العامة لبحث سبل تطبيق حل الدولتين على أساس تقرير المصير وتحقيق الأمن لكل من الفلسطينيين والإسرائيليين. كان الهيكل التنظيمي للمنظمة يشترط أن تخضع المنظمة لإدارة مشتركة من الجانبين فتكون تحت قيادة مديرين أحدهما إسرائيلي والآخر فلسطيني بالإضافة إلى مجلس إدارة يضم عددا متساويا من الأعضاء بحيث يكون نصف أعضاء المجلس فلسطينيون والنصف الآخر إسرائيليون، وكان زكريا القاق هو أول مدير مشارك فلسطيني يُعين للمنظمة وفقًا لسياستها المُعلنة التي تقضي بتقاسم إدارة المنظمة بين الإسرائيليين والفلسطينيين. ولمدة تزيد عن عام عملت المنظمة على حشد الدعم وجذب مزيد من الأعضاء المشاركين من بين السياسيين الإسرائيليين والفلسطينيين البارزين لضمان بقائها وفعاليتها.
بدأ مركز إسرائيل/فلسطين للبحوث والمعلومات عمله بإنشاء مجموعات عمل مختصة بمناقشة شؤون الأعمال والاقتصاد والمياه وقضية القدس. وكان من بين المشاركين مسؤولين من الجانبين الفلسطيني والإسرائيلي وخبراء اقتصاديين وعلماء وبعض ممثلي المنظمات غير الحكومية والصحفيين. لعبت التقارير المنبثقة عن هذه الاجتماعات دورًا مهمًا في إثراء المداولات والمفاوضات الإسرائيلية والفلسطينية الرئيسية على مر السنوات.
وسعت المنظمة أنشطتها في أعقاب اتفاقية أوسلو الأولى التي خلقت جوا عاما ملائما للحديث عن السلام، فبدأت المنظمة في طرح مقترحاتها لإنشاء أطر قانونية للتعامل مع قضايا الاستثمار والاهتمامات البيئية والقضايا الاقتصادية الأخرى، كما سعت لتوفير بيئة آمنة يمكن للإسرائيليين والفلسطينيين من خلالها التأثير على السياسة العامة.
أدى اندلاع الانتفاضة الفلسطينية الثانية في عام 2000 إلى عرقلة جهود المنظمة وجعل مهمتها أكثر صعوبة، ومع ذلك فقد استمر نشاطها في جميع المجالات الواقعة ضمن نطاق اهتمامها تقريبًا، فأجرت اتصالات واسعة النطاق داخل المجتمع الإسرائيلي والفلسطيني واستمرت في جذب التمويل من المجتمع الدولي، وبعد أكثر من عقد من الجمود، قررت المنظمة أن تُكرّس جهودها في تطوير شراكات عابرة للحدود وإنشاء مبادرات خارج الصندوق، فأعلنت المنظمة في عام 2013 عن تغيير اسمها ليتحول إلى "المركز الإسرائيلي الفلسطيني للأبحاث والمعلومات" بهدف دعم المبادرات الإقليمية الإبداعية لمواجهة الصراع.
شغل مؤسس المركز الإسرائيلي الفلسطيني للأبحاث والمعلومات غيرسون باسكين منصب الرئيس التنفيذي الإسرائيلي المشارك للمركز منذ إنشاء المنظمة في عام 1988 وحتى نهاية عام 2011، قبل أن يشغل المنصب الإسرائيلي دان غولدنبلات خلفًا له في عام 2012، وكان الرؤساء التنفيذيون الفلسطينيون المشاركون بالمركز خلال تلك الفترة هم زكريا القاق وخالد دوزدار وحنا سنيورة وريمان بركات الذين أداروا المركز من مكاتبهم في القدس. أما في الوقت الحالي فيعمل كل من ليل ماغن ونيفين صندوقة كمديرين مشاركين للمنظمة.

## مجالات العمل

### البيئة
أنشئ قسم أبحاث البيئة والمياه التابع للمركز الإسرائيلي الفلسطيني للأبحاث والمعلومات في عام 1994 بهدف تعزيز التعاون الفعال بين الإسرائيليين والفلسطينيين فيما يتعلق بالمستقبل البيئي للمنطقة. كرس قسم البيئة بالمركز جهوده على مدار سنوات لبحث الصراعات القائمة بسبب المياه، ودراسة القضايا الشائكة المتعلقة بمعالجة النفايات الخطرة، ودراسة تلوث الهواء والأثار طويلة الأمد لتغير المناخ، كما عمل على تعزيز مشاريع الصرف الصحي منخفضة التكلفة، وإدخال الطاقة الشمسية إلى المنطقة. أطلق قسم البيئة التابع للمركز أيضًا العديد من المبادرات لتدريب أعداد من الإسرائيليين والفلسطينيين في المجالات المتعلقة بالوساطة البيئية على يد العديد من الخبراء الدوليين.
كان برنامج التدريب الذي أقامه قسم البيئة التابع للمركز يعتمد في تمويله على المجتمع الدولي والدعم الذي تقدمه عدد من الجهات المانحة، ومنها الوكالة الأمريكية للتنمية الدولية، والاتحاد الأوروبي، ووكالة المعونة الكندية، ومركز أبحاث التنمية الدولية، بالإضافة إلى مجموعة متنوعة من الحكومات الوطنية.

### مؤتمرات المياه
نظّم المركز الإسرائيلي الفلسطيني للأبحاث والمعلومات في عام 2004 مؤتمرا أقيم في مدينة أنطاليا بتركيا لمناقشة قضايا المياه في منطقة الشرق الأوسط بحضور أكثر من 200 من الخبراء والمسؤولين الفلسطينيين والإسرائيليين والأردنيين والأتراك والعديد من الخبراء والمسؤولين الدوليين. أثمر المؤتمر عن عدة نتائج منشورة أصبحت فيما بعد بمثابة نص قياسي لأولئك الذين يعملون في قضايا المياه في المنطقة مثل الورقة البحثية التي قدمها سبرنجر فيرلاج للمركز في عام 2006 في ألمانيا، حول سُبل توفير الصرف الصحي منخفض التكلفة للقرى الفلسطينية الواقعة في الضفة الغربية، وقد بدأت الحكومة الفلسطينية تنفيذ الخطة التي طرحها بالفعل بدعم من الحكومة اليابانية في عام 2009. كما ساهم المؤتمر إلى جانب الندوات الأخرى التي عقدها المركز حول توزيع المياه وجودتها في تعزيز الحوار الفعال بين المجتمعين الإسرائيلي والفلسطيني.
ساهم المركز الإسرائيلي العربي للأبحاث والمعلومات كشريك نشط في مشروع نهر الأردن في عام 2006، فعمل إلى جانب فرق بحثية من إسرائيل والأردن والسلطة الفلسطينية وألمانيا على إجراء دراسة دولية لمستقبل حوض نهر الأردن الشحيح المياه بتمويل من وزارة التعليم والبحث الألمانية. كما عمل المركز على تعزيز التعاون الحقيقي بين الشركاء والمساعدة في إعداد سيناريوهات بديلة بشأن الاستجابة لتأثير تغير المناخ في مختلف الظروف السياسية والاقتصادية.

### مركز الفكر السياسي ومفاوضات المسار الثاني

#### فريق التفكير والتحليل الاستراتيجي
يجتمع فريق من القادة الأكاديميين والسياسيين والاقتصاديين الفلسطينيين والإسرائيليين بصورة شهريّة في اللمركز الإسرائيلي الفلسطيني للأبحاث والمعلومات لبحث جانب معين من التقدم في سبيل الوصول إلى حل عادل ومستدام للصراع الإسرائيلي الفلسطيني، وكنتيجة لهذه الاجتماعات نشر المركز الإسرائيلي الفلسطيني للأبحاث والمعلومات أوراق السياسات التي ننوقشت إلى جانب نتائج الاجتماعات.
انخرط خبراء المركز الإسرائيلي الفلسطيني للأبحاث والمعلومات في الآونة الأخيرة في خوض مناقشات عديدة حول مواضيع مثل التطبيع، والوضع الراهن في عملية السلام، والحقوق الجماعية في إسرائيل وفلسطين، وأثمرت هذه المناقشات عن نشر أوراق سياسات الخبراء تتخللها طموحاتهم وتوصياتهم فيما يتعلق بالقضايا التي يتناولونها. تتم هذه الاجتماعات بدعم من مؤسسة كونراد إديناور الألمانية.

#### الإفراج عن جلعاد شاليط
في 25 حزيران/يونيو 2006 تمكّنت عناصر منتمية لحركة المقاومة الإسلامية حماس من أسر الجندي الإسرائيلي جلعاد شاليط. وعلى خلفية ذلك التقى غيرسون باسكين الرئيس التنفيذي المُشارك في المركز الإسرائيلي الفلسطيني للأبحاث والمعلومات بأحد الأساتذة الأكاديميين في الجامعة الإسلامية بغزة خلال مؤتمر عُقد بالقاهرة، وتمكن من خلال هذا اللقاء من التواصل مع أحد النشطاء المنتمين لحركة حماس، ثم مع غازي حمد نائب وزير الخارجية في حكومة حماس، وعرض باسكين على حكومة أولمرت المساعدة في التفاوض على صفقة للإفراج عن الجندي الإسرائيلي الأسير جلعاد شليط إلا أن عرضه قوبل بالرفض. جدد غيرسون باسكين عرضه على الحكومة في عام 2011 بعدما صعد بنيامين نتنياهو إلى الحكم، وأصبح ديفيد ميدان هو الممثل الجديد للحكومة في المفاوضات لإطلاق سراح جلعاد شاليط في ظل حكومة بنيامين نتنياهو في أبريل 2011، فرفض ديفيد ميدان عرضه لمدة خمس سنوات قبل أن يوافق عليه في النهاية. تمكن باسكين من إنشاء خط اتصال استطاع من خلاله التفاوض مع أحمد الجعبري قائد عمليات الجناح العسكري لحركة حماس والذي تضعه إسرائيل على رأس قائمة الإرهابيين المطلوبين أمنيا فيها.

### بناء ثقافة السلام

#### برنامج تعليم السلام
وضع المركز الإسرائيلي الفلسطيني للأبحاث والمعلومات منهجًا لتعليم السلام لكي يتم تدريسه لطلاب الصف العاشر في المدارس الإسرائيلية والفلسطينية والأردنية في الفترة من عام 1994 وحتى عام 2005. في البداية تم تدريس النسخة الأصلية من منهج تعليم السلام في 32 مدرسة على يد 200 معلم لكي يستفيد منه حوالي 3000 طالب، ثُمّ اتسع نطاق تدريس هذا المنهج ليتم تطبيقه في نهاية المطاف في حوالي 70 مدرسة في جميع أنحاء الأراضي الفلسطينية المحتلة وإسرائيل.
خضع المشروع لتطوير مشترك على يد الإسرائيليين والفلسطينيين واستند إلى مواضيع كان قد تم تدريسها بالفعل في السابق في الفصول الدراسية مثل موضوعات علم الاجتماع والتاريخ والأدب. تعاون منسقو مشروع المركز الإسرائيلي الفلسطيني للأبحاث والمعلومات مع وزارة التربية والتعليم الإسرائيلية في محاولة لتوسيع نطاق البرنامج، إذ سعى المركز الإسرائيلي الفلسطيني للأبحاث والمعلومات إلى تطبيق هذا البرنامج ليشمل طلاب المدارس الثانوية الناضجين بما يكفي لفهم موضوعات صعبة مثل مهارات حل النزاعات وقيم السلام والاحترام وحقوق الإنسان. تضمن المشروع أيضًا برنامجًا تدريبيًا متطورًا لمدربي تعليم السلام، والذي يؤهل المعلمين لتدريب الطلاب على حل النزاعات ويسمح أيضًا للمعلمين من كلا طرفي النزاع بالالتقاء والتفاعل. ولكن في عام 2005 اضطر المركز الإسرائيلي الفلسطيني للأبحاث والمعلومات إلى إيقاف برنامجه لتعليم السلام بسبب محدودية الميزانية على الرغم من نجاحه في جمع الطلاب والمعلمين من إسرائيل وفلسطين معًا حتى أثناء الانتفاضة الفلسطينية.

#### نساء إسرائيليات وفلسطينيات من أجل التغيير
أقام المركز الإسرائيلي الفلسطيني للأبحاث والمعلومات بدءًا من أيار/مايو 2011 وحتى كانون أول/ديسمبر 2011 يهدف إشراك وتمكين النساء الإسرائيليات والفلسطينيات. يتلقى المشروع دعمًا ماليًا من مبادرة الشراكة الشرق أوسطية، وقد ضم المشروع مجموعات مختلطة من النساء من جميع أنحاء إسرائيل والضفة الغربية شكّلوا أولاً مجموعات نقاش صغيرة لبناء قواعد من الألفة فيما بينهم، وكان هدفت المشروع الأولي يتمثل في زيادة ثقة المرأة بنفسها ومهاراتها التنظيمية، كما سعى المشروع إلى تشجيع المشاركين أيضًا على إيجاد أرضية تفاهم مشتركة من خلال مناقشة المزيد من قضايا المرأة مثل رعاية الأطفال والحمل.
ثُم جاءت المرحلة الثانية من المشروع وكانت بعنوان "نساء من أجل التغيير الآن"، واجتمع فيها المشاركين معًا في مؤتمر أقيم خلال عطلة نهاية الأسبوع. تناول المشاركون في هذا المؤتمر قضايا الصراع الإسرائيلي الفلسطيني بشكل مباشر أكثر من خلال مطالبة مجموعات من النساء بإنشاء مشاريع بناء السلام الخاصة بهم والتعاون من أجل تنفيذ هذه المبادرات. تشمل المشاريع الأخرى التي أقامها المركز الإسرائيلي الفلسطيني للأبحاث والمعلومات ورشة عمل باللغة العبرية العربية، وتعاونية الحرف اليدوية، ومبادرة مشاركة الشباب، ومهرجان ثقافي إلى جانب عدد من المشاريع الأخرى.

#### زوروا إسرائيل وفلسطين
يُنظم المركز الإسرائيلي الفلسطيني للأبحاث والمعلومات جولات سياحية للإسرائيليين والفلسطينيين في مدن مختلفة في إسرائيل وفلسطين مثل بيت لحم وأريحا بهدف كسر الحواجز الجسدية والعقلية، وإزالة الشك والخوف من الآخر، وبناء الثقة ودعم لعملية السلام السياسي. يسهل المركز للمشاركين تبادل المعلومات والحصول على تصاريح السفر، والتي قد تكون مقيدة ويصعب الحصول عليها إلى حد كبير.

#### شركاء من أجل التغيير
جمع المركز الإسرائيلي الفلسطيني للأبحاث والمعلومات بين 300 شاب من الإسرائيليين والفلسطينيين من سكان مدن اللد والرملة وتل أبيب ويافا ومن مدن أخرى تتألف من خليط سكاني من العرب واليهود. يعمل هؤلاء الشباب معًا لتحسين مدنهم بعد تجاوزهم لمسألة التفكير في هوياتهم المنفصلة والوضع الفريد داخل مدنهم. في البداية يتعلمون فهم تجارب وظروف الجانب الآخر ثم يتعاونون بعد ذلك على تطوير مشروع عملي لتنمية المجتمع.
يهدف المشروع إلى تعزيز الشعور بالمواطنة المشتركة والعدالة والمساواة حيث يعمل الشباب معًا من خلال تطوير برنامج تحسين مجتمعي تشاركي بين المجتمعات الإسرائيلية والعربية. يتلقى مشروع شركاء من أجل التغيير دعمًا ماليًّا من الوكالة الأمريكية للتنمية الدولية.

#### الأبحاث في الكتب المدرسية الإسرائيلية والفلسطينية
كلفت قنصلية الولايات المتحدة في القدس المركز الإسرائيلي الفلسطيني للأبحاث والمعلومات في عام 2004 بالتحقيق في الكتب المدرسية في المدارس الإسرائيلية والفلسطينية لفحص ما إذا كانت ذات طبيعة متسامحة أو سلمية أو عدوانية وتمييزية تجاه الطرف الآخر.
وفقًا لتقارير المركز الإسرائيلي الفلسطيني للأبحاث والمعلومات المنشورة فقد تحسنت الكتب المدرسية الفلسطينية بشكل كبير في السنوات الأخيرة ولكنها لا تزال تعاني من وجود بعض الثغرات والمشكلات الملحوظة. يذكر المركز الإسرائيلي الفلسطيني للأبحاث والمعلومات موضوعًا قوميًا مهيمنًا على الكتب المدرسية الفلسطينية يعزز الفخر والالتزام بالقضية الفلسطينية والهوية الثقافية، لذا فإن بعض المواد يمكن أن ينظر إليها الآخرون كنتيجة طبيعية باعتبارها تحض على الكراهية والازدراء. غالبًا ما تستبعد الكتب المدرسية الأحداث التاريخية ذات الأهمية الكبيرة لإسرائيل مثل اتفاقيات أوسلو واي تلميحات ضئيلة تُشير في أي سياق إلى دولة إسرائيل.
تحتوي الكتب المدرسية على مواد تعليمية عن السلام ولكن ليس كما يتم تطبيقها على الصراع الإسرائيلي الفلسطيني إذ لا يظهر اسم "إسرائيل" على أي خرائط في الكتب المدرسية بحسب التقرير، وترفض الكتب المدرسية السياسات الإسرائيلية مثل عمليات الهدم والاحتلال والصهيونية ككل.
ذكر المركز الإسرائيلي الفلسطيني للأبحاث والمعلومات أنه في الكتب المدرسية الإسرائيلية يتم تقديم المعلومات في إطار صهيوني، ولكنها تعترف بآفاق السلام مع الآخرين الذين يسكنون الأرض، فقد أعلن باحثو المركز الإسرائيلي الفلسطيني للأبحاث والمعلومات أن الإشارات إلى العرب في الكتب المدرسية الإسرائيلية ضئيلة وحتى هذه الإشارات الضئيلة الموجودة تكون في بعض الأحيان نمطية وسلبية. كما تعلم بعض الكتب المدرسية الإسرائيلية أن العرب تركوا أراضيهم طوعا أو باعوها لليهود عشية الاستقلال الإسرائيلي.
كان لتقارير المركز الإسرائيلي الفلسطيني للأبحاث والمعلومات دور فعال في دحض الادعاء بأن الكتب المدرسية الفلسطينية تحرض على الكراهية أو العنف تجاه إسرائيل واليهود أو تجاه القيم الغربية. ووفقًا لمجلة الإيكونوميست، فقد حثت وزيرة التربية والتعليم الإسرائيلي بعد ثلاث سنوات من صدور تقارير المركز الإسرائيلي الفلسطيني للأبحاث والمعلومات القائمين على وضع محتوى الكتب المدرسية الإسرائيلية على تضمين خرائط أكثر دقة كما فرضت تعليم اللغة العربية الإلزامي لطلاب المدارس الابتدائية.

## الجوائز والتكريمات
حظي المركز الإسرائيلي الفلسطيني للأبحاث والمعلومات ومؤسسه جيرسون باسكين بتكريم العديد من الجهات ومنح عددًا من الجوائز، ومن أهمها:
- جائزة الهستدروت السنوية للسلام والتعايش: مُنحت لمؤسس المركز جيرسون باسكين في عام 1996.
- جائزة معهد السياسة الخارجية التركية من أجل السلام: في عام 2004.
- إشادة الحركة العالمية من أجل الديمقراطية - الديمقراطية والسلام: أشادت الحركة في عام 2004 بشجاعة المركز في مدينة ديربان بجنوب أفريقيا.
- جائزة إلياف سرطاوي لصحافة الشرق الأوسط: منحت للمركز لجهوده في عام 2005 في البحث عن أرضية مشتركة.
- جائزة دليل نيرا العالمي لمراكز الفكر

احتل المركز الإسرائيلي الفلسطيني للأبحاث والمعلومات المرتبة الخامسة والعشرين في قائمة أفضل مراكز الفكر ومقترحات السياسة الأكثر ابتكارًا وفقًا لتصنيف جو تو ثينك العالمي الذي تُصدره جامعة بنسلفانيا لتقييم مراكز الفكر والمجتمعات المدنية كجزء من برنامج المراكز الفكرية ومنظمات المجتمع المدني. وفي عام 2007 مُنح غيرسون باسكين وحنا سنيورة الرئيسان التنفيذيان المشاركان للمركز الإسرائيلي الفلسطيني للأبحاث والمعلومات وسام كافاليير ديلا أوردين ديلا ستيلا سوليداريتا إيطاليانا بلجمهورية الإيطالية لعام 2004 لصنع السلام مع تكريمهما من الرئيس الإيطالي.